# Grønlandske og Arktiske Studier
Grønlandske og Arktiske Studier er et humanistisk fag på Københavns Universitet under instituttet ToRS (Tværkulturelle og Regionale Studier). Faget blev oprettet i 1920 og er det eneste sted udenfor Grønland, hvor der tilbydes undervisning i vestgrønlandsk på fuldt universitetsniveau. Studiet omfatter inuitternes sprog, kultur, historie og samfundsforhold. Ligesom de fleste humanistiske studier får de studerende på Grønlandske og Arktiske Studier en række sproglige, analytiske og generelle kompetencer ud over viden om sprog, kultur og samfund i Grønland og Arktis. Uddannelsen skiftede i efteråret 2019 navn fra Eskimologi og Arktiske Studier til Grønlandske og Arktiske Studier.